# Lemniscomys mittendorfi
Lemniscomys mittendorfi là một loài động vật có vú trong họ Chuột, bộ Gặm nhấm. Loài này được Eisentraut mô tả năm 1968.